# هیوندای اکسنت
هیوندای اکسنت (به انگلیسی: Hyundai Accent) یا هیوندای ورنا (به انگلیسی: Hyundai Verna)، خودروی کامپکت ساخت شرکت هیوندای واقع در کره جنوبی می‌باشد. این خودرو در استرالیا برای نخستین بار با نام هیوندای اکسل نیز به بازار ارائه شده‌است. از سال ۲۰۰۰ میلادی، در کره جنوبی این خودرو با نام ورنا نامیده می‌شود اما در بسیاری از بازارهای جهانی، نام این خودرو اکسنت است. در ایران نیز تا سال ۱۳۹۰ نسل دوم این خودرو توسط شرکت کرمان خودرو با دو نوع گیربکس دستی و اتوماتیک عرضه می‌شد و در سال ۱۳۹۶ شرکت کرمان خودرو با ارائه نسل چهارم این خودرو (که قبلاً به بازار ایران وارد شده بود) مونتاژ آن را مجدداً از سر گرفت.
این خودرو از سال ۱۹۹۴ تاکنون در کره جنوبی، ونزوئلا، پکن، جمهوری خلق چین، چنای، روسیه، ایران، ترکیه، خارطوم، سودان، لندن، بریتانیا واندونزی تولید شده‌است. این خودرو در کلاس خودرو کامپکت کوچک قرار گرفته، طراحی آن خودروهای موتور جلو-محور جلو بوده‌است.
این خودرو تاکنون ۵ نسل مختلف را پشت سر گذاشته و از سال ۲۰۲۳ در نسل ششم خود به سر می‌برد.
این خودرو ابتدا با ابعادی کوچکتر از نسل فعلی تولید می‌شد؛ اما به تدریج و از نسل سوم و چهارم ار رده اتومبیل‌های فوق کوچک به خودروهای کوچک شهری تغییر موقعیت داد. نسل‌های مختلف هیوندای اکسنت عبارتند از:
1. نسل اول از سال ۱۹۹۴ تا ۱۹۹۹ میلادی
2. نسل دوم از سال ۱۹۹۹ تا ۲۰۰۵ میلادی
3. نسل سوم از سال ۲۰۰۵ تا ۲۰۱۰ میلادی
4. نسل چهارم از سال ۲۰۱۱ تا ۲۰۱۶ میلادی
5. نسل پنجم از سال ۲۰۱۷ تا ۲۰۲۳ میلادی
6. نسل ششم از سال ۲۰۲۳ تا کنون

## نگارخانه

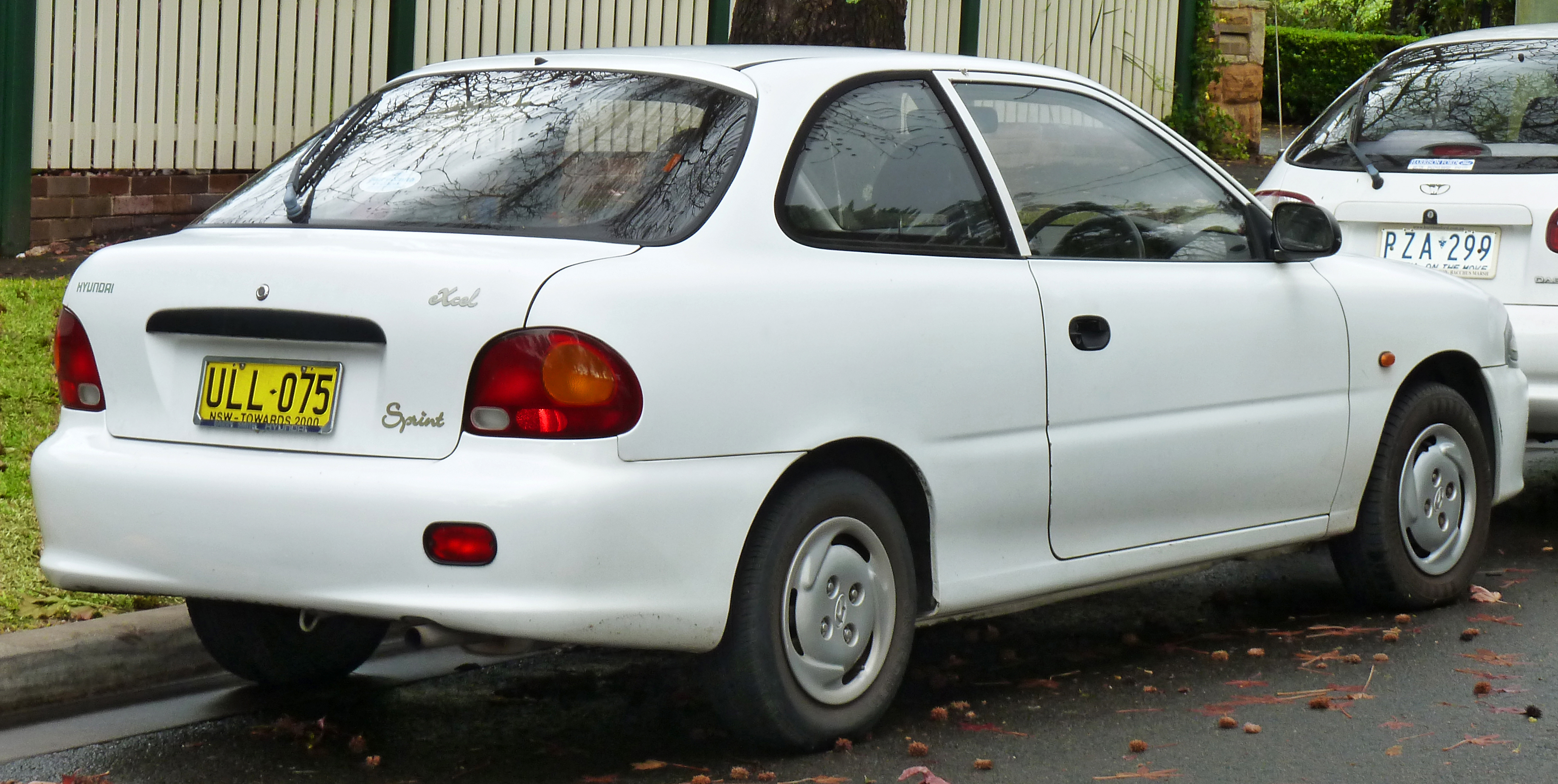
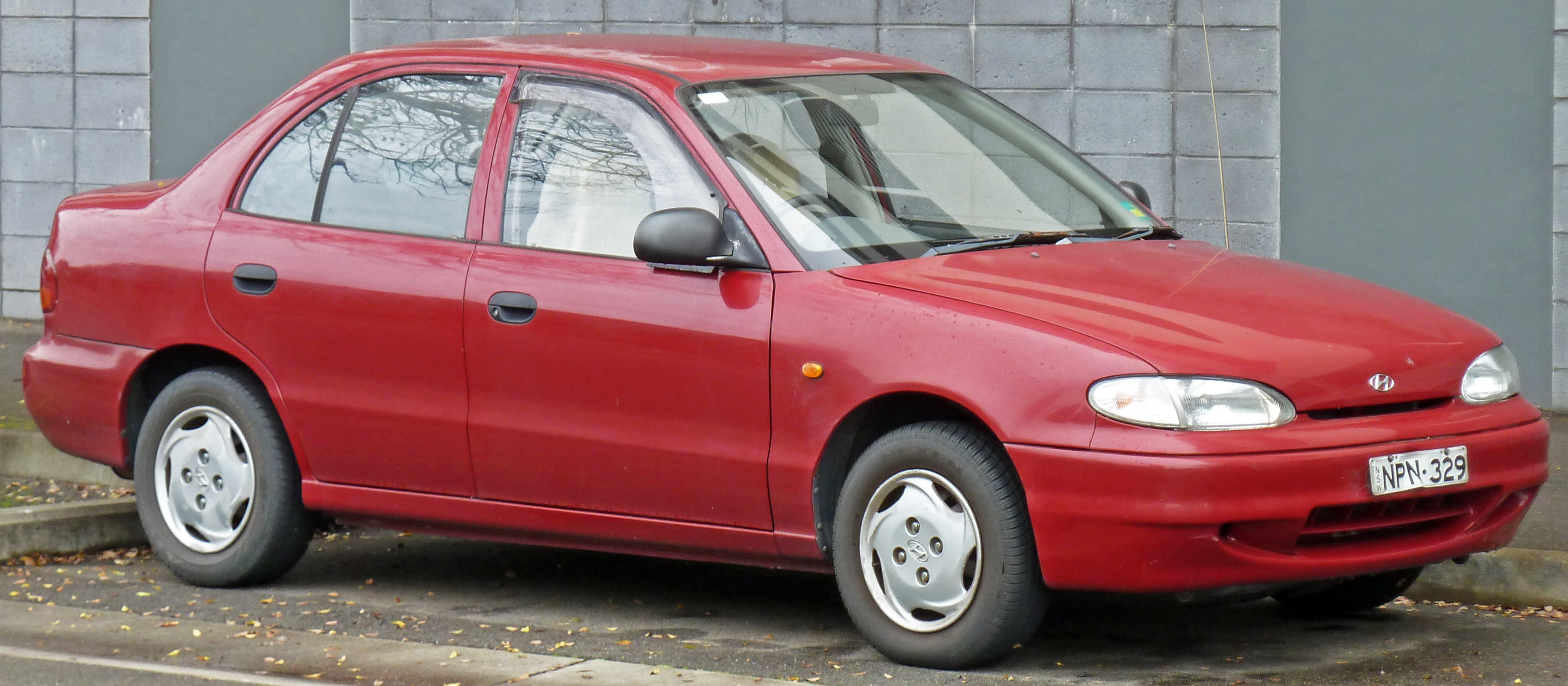
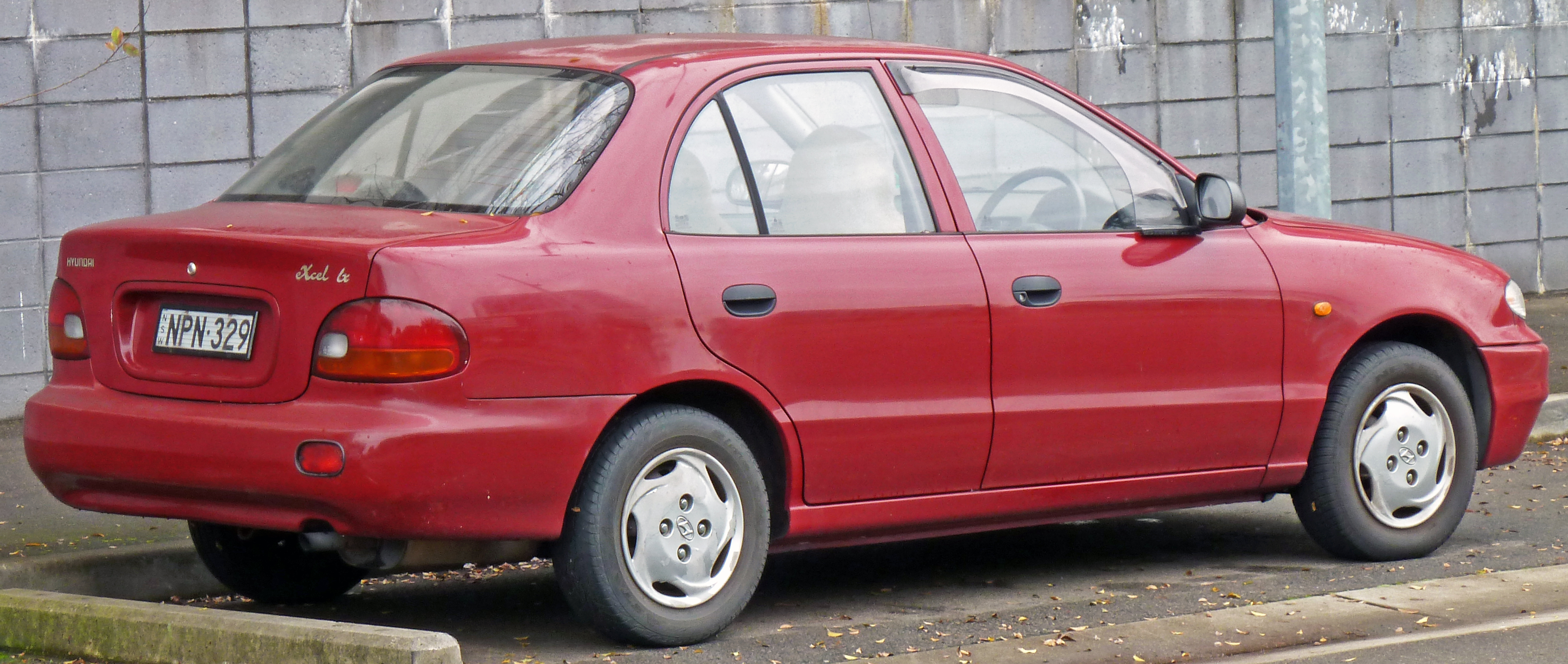
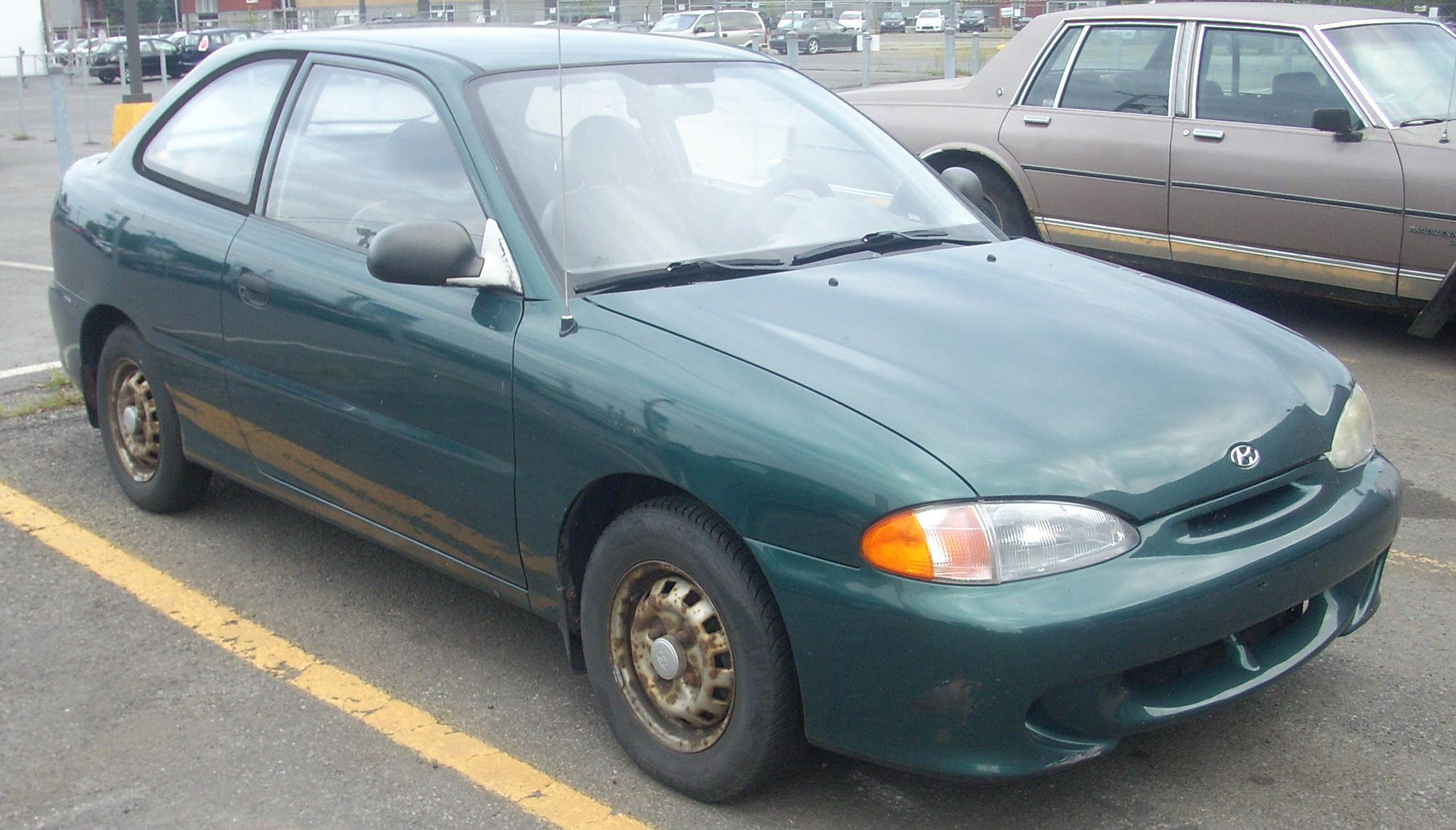
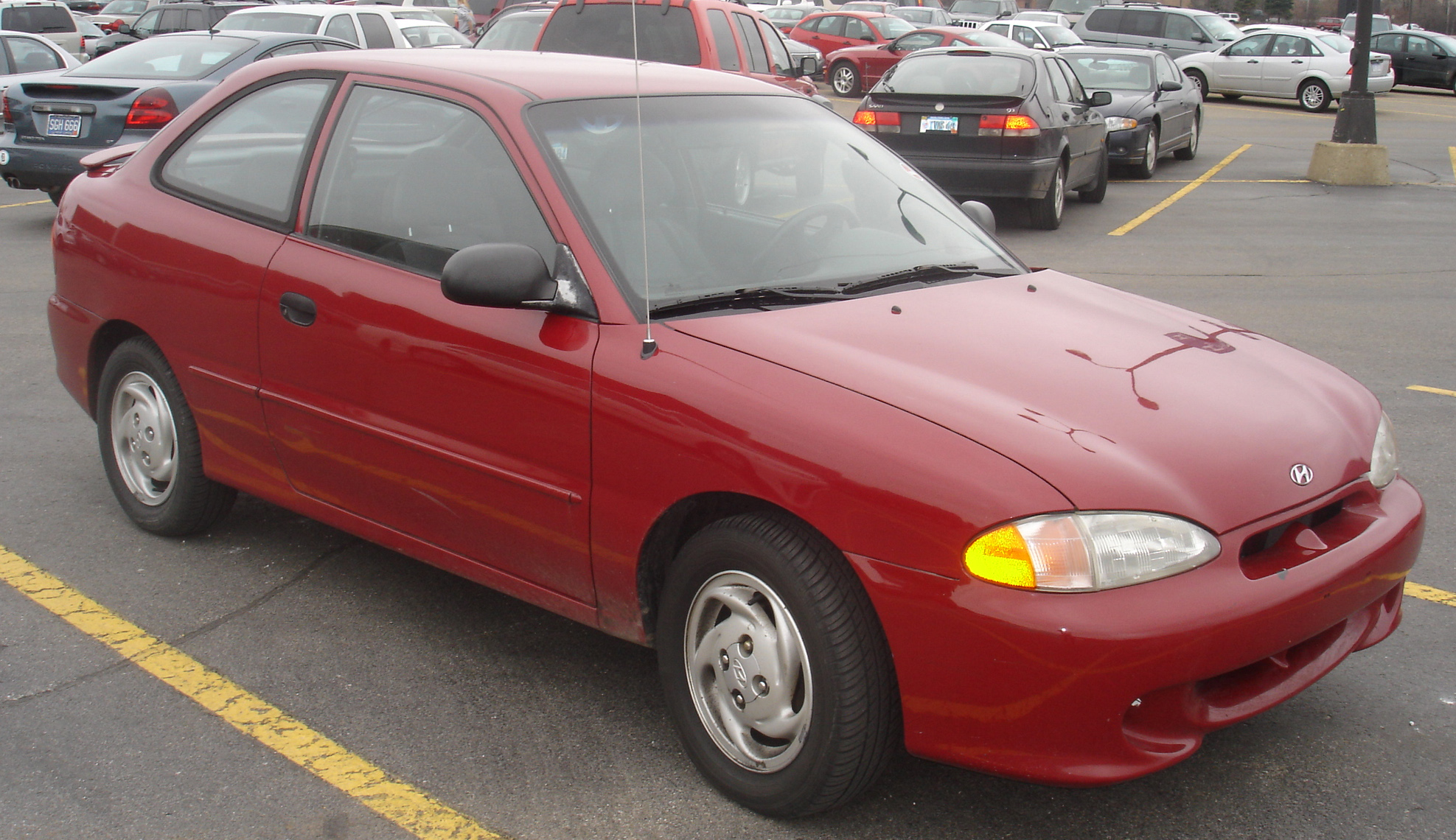
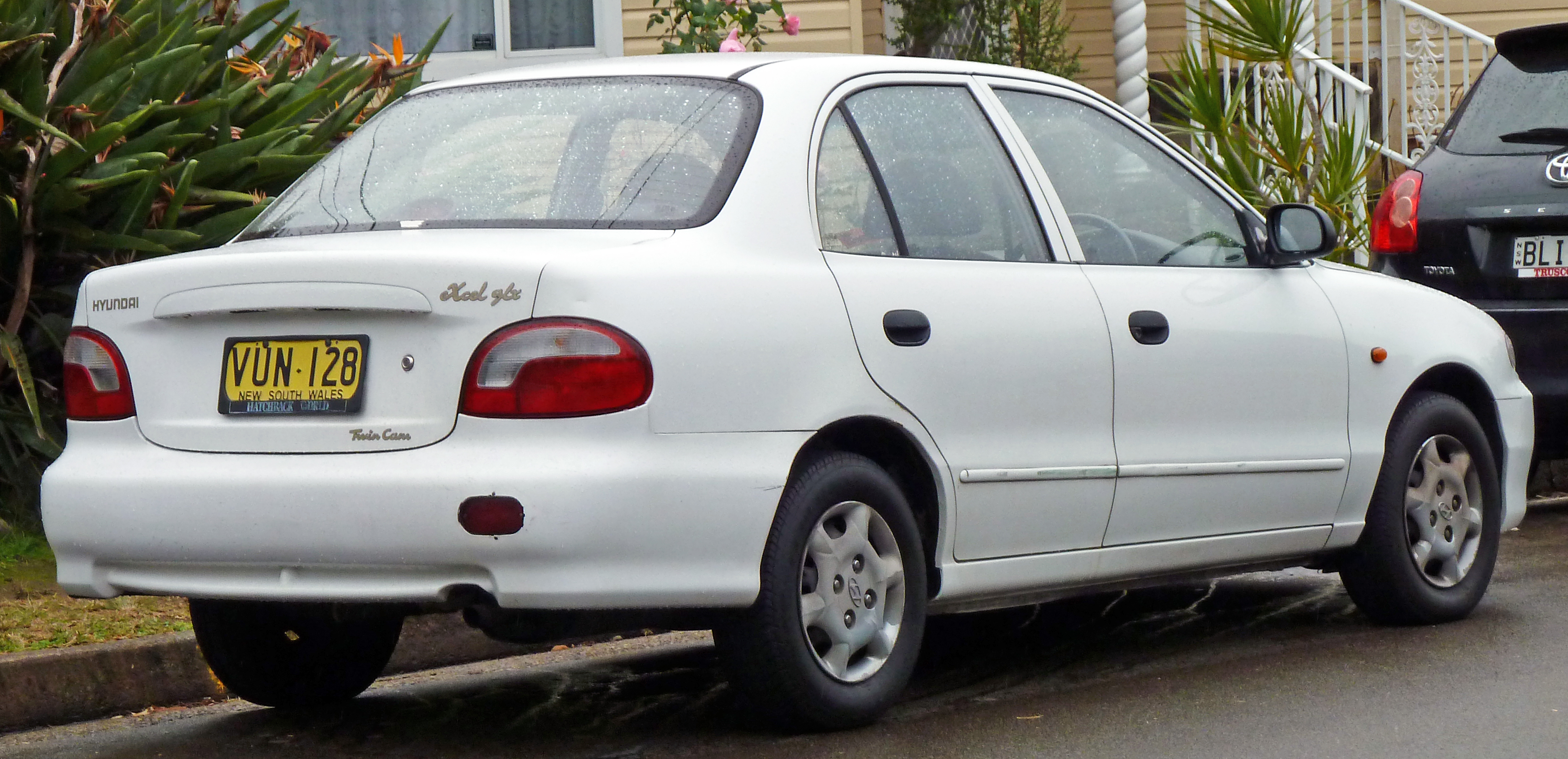
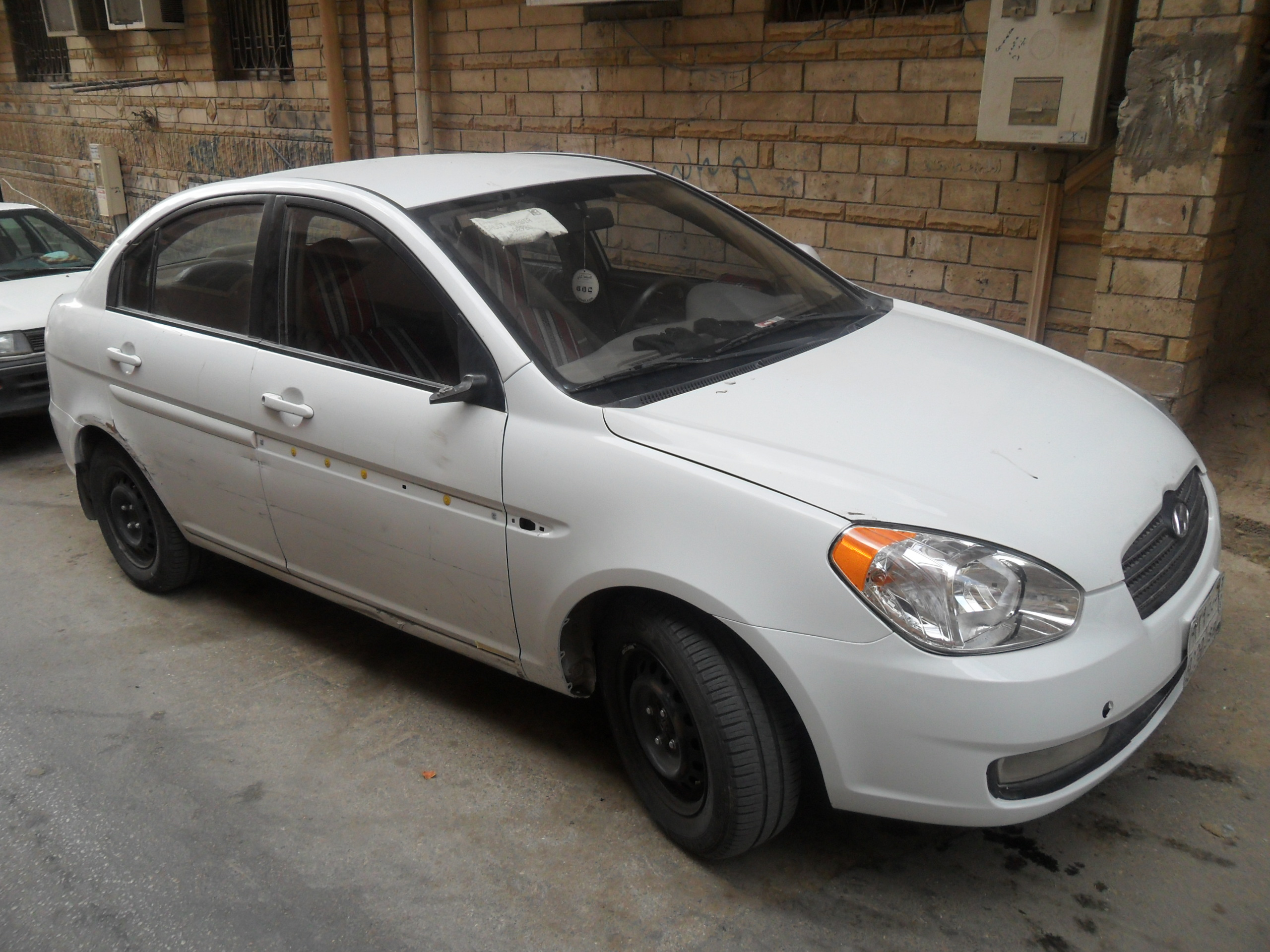
هیوندای اکسنت، عربستان سعودی
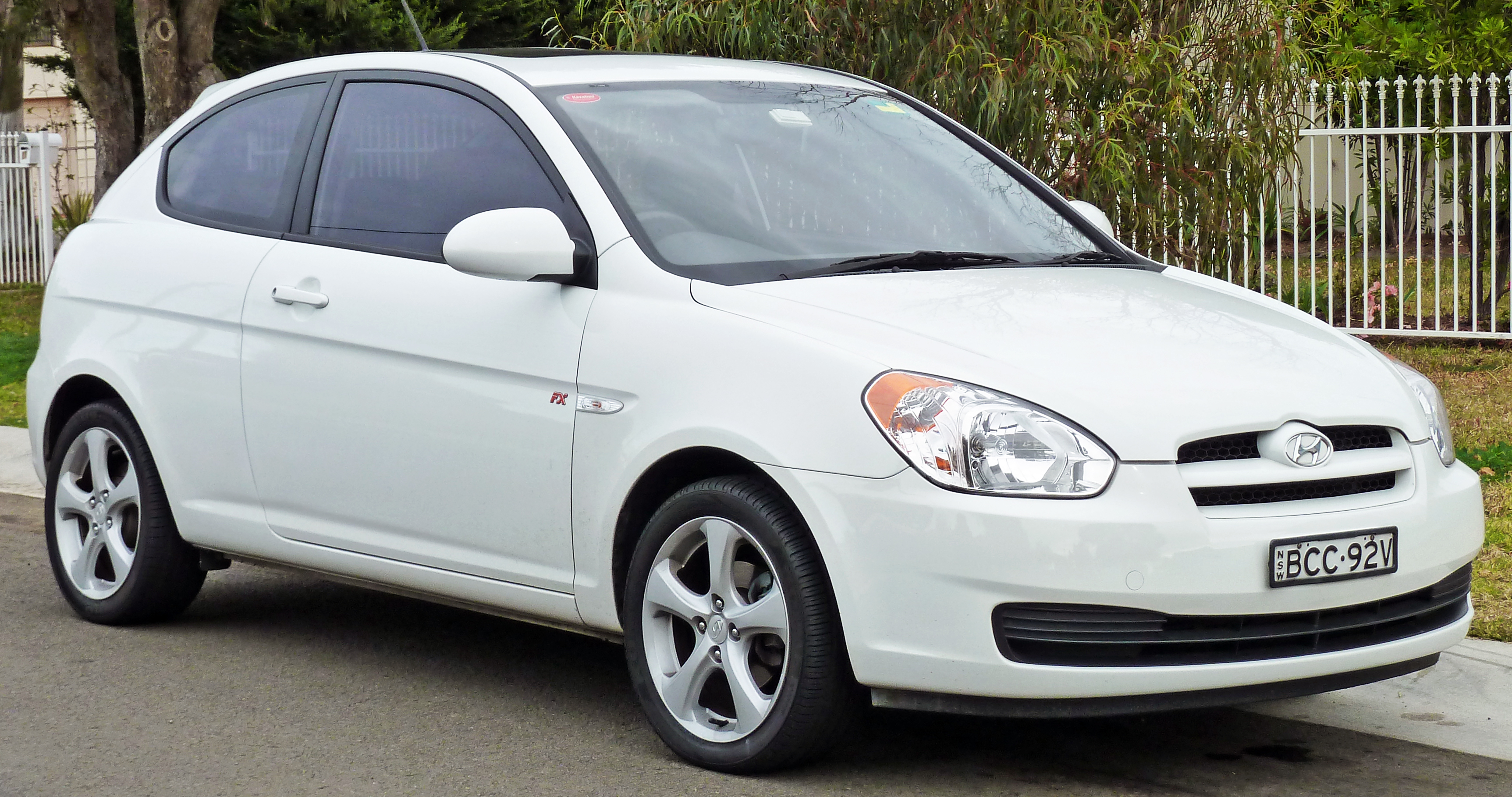
نسل سوم اکسنت